# Krasnowo (gmina)
Krasnowo – dawna gmina wiejska istniejąca do 1954 roku w woj. białostockim (dzisiejsze woj. podlaskie). Nazwa gminy pochodzi od wsi Krasnowo, lecz siedzibą gminy były Galińce, a następnie Rynkojeziory.
Za Królestwa Polskiego gmina należała do powiatu sejneńskiego w guberni suwalskiej.
Na początku okresu międzywojennego gmina Krasnowo należała do powiatu sejneńskiego w woj. białostockim. Wraz ze zniesieniem powiatu sejneńskiego z dniem 1 stycznia 1925 roku gminę przyłączono do powiatu suwalskiego w tymże województwie. Po wojnie gmina zachowała przynależność administracyjną. W dniu 1 lipca 1952 roku gmina składała się z 22 gromad: Bubele, Buda Zawidugierska, Buraki, Burbiszki, Dusznica, Dziedziule, Jenorajścje, Jodeliszki, Konstantynówka, Krasnowo, Nowinki, Nowosady, Pełele, Pełele folw., Poluńce, Przystawańce, Radziucie, Rynkojeziory, Sankury, Skarkiszki, Tauroszyszki, Widugiery.
Gmina została zniesiona 29 września 1954 roku wraz z reformą wprowadzającą gromady w miejsce gmin. Jednostki nie przywrócono 1 stycznia 1973 roku po reaktywowaniu gmin.